# Seminario dei Nobili (Napoli)
Il seminario dei Nobili (già palazzo d'Afflitto dei Principi di Scanno e palazzo Real Monte Manso) è un palazzo monumentale di Napoli ubicato in via Nilo.
Il palazzo appartenne alla famiglia D'Afflitto, principi di Scanno, fino al 1654 quando fu acquistato dal Real Monte Manso, fondazione istituita nel 1608 da Giovanni Battista Manso, che fu anche tra i fondatori del Pio Monte della Misericordia. Le funzioni del Real Monte erano quelle di istruire agli studi in maniera gratuita i giovani nobili napoletani. Il collegio fu istituito nel 1679 e intorno al 1750 fu restaurato da Mario Gioffredo che progettò anche la cappella.
Nel 1767 fu affidato ai padri somaschi e nel 1799 venne chiuso; nel 1804 fu ripristinato e affidato ai gesuiti e chiuso definitivamente nel 1820. Fu danneggiato durante la seconda guerra mondiale e dal terremoto del 1980. In seguito è stato restaurato e riportato all'antico splendore. Il 26 maggio 2009, dopo cinquanta anni di oblio, è stata inaugurata la restaurata cappella.